# Hexatoma juliana
Hexatoma juliana är en tvåvingeart som beskrevs av Alexander 1937. Hexatoma juliana ingår i släktet Hexatoma och familjen småharkrankar.
Artens utbredningsområde är Kuba. Inga underarter finns listade i Catalogue of Life.